# Glasovanje na Pesmi Evrovizije
Zmagovalec Pesmi Evrovizije je določen po pozicionalnem glasovalnem sistemu. Vsaka država že od leta 1975 podeli dva kompleta 1-8, 10 in 12 točk njihovim najljubšim deset: en komplet pride seveda od profesionalnih državnih žirij in drug pride od občinstva prek telefonov. Trenutni glasovalni sistem je aktualen že od leta 2016.

## Pregled
Na Evroviziji je seveda zelo pomembno glasovanje, saj le-to določi zmagovalca.
Včasih so bile žirije sestavljene iz naključnih ljudi. Kakorkoli, že od leta 1997 se uporabljajo tudi telefoni. Tako je tudi ostalo 11 let, dokler leta 2009 niso spet uvedli žirije, ampak v kombinaciji s teleglasovalci. Zdaj, ko je bil uveden nov sistem glasovanja, so kronani zmagovalci odšli z dvakratno večjo količino točk kot prej. Spodaj je tabela zmagovalcev in številom točkː
| Umetnik                         | Pesem                      | Leto | Št. točk | 2. mesta            | Jezik                          |
| ------------------------------- | -------------------------- | ---- | -------- | ------------------- | ------------------------------ |
| Olsen Brothers                  | »Fly On The Wings of Love« | 2000 | 195      | Rusija              | Angleščina                     |
| Tanel Padar, Dave Benton in 2XL | »Everybody«                | 2001 | 198      | Danska              | Angleščina                     |
| Marie N                         | »I Wanna«                  | 2002 | 176      | Malta               | Angleščina                     |
| Sertab Erener                   | »Everyway That I Can«      | 2003 | 167      | Belgija             | Angleščina                     |
| Ruslana                         | »Wild Dances«              | 2004 | 280      | Srbija in Črna gora | Angleščina, Ukrajinščina       |
| Helena Paparizou                | »My Number One«            | 2005 | 230      | Malta               | Angleščina                     |
| Lordi                           | »Hard Rock Hallelujah«     | 2006 | 292      | Rusija              | Angleščina                     |
| Marija Šerifović                | »Molitva«                  | 2007 | 268      | Srbija              | Srbščina                       |
| Dima Bilan                      | »Believe«                  | 2008 | 272      | Ukrajina            | Angleščina                     |
| Alexander Rybak                 | »Fairytale«                | 2009 | 387      | Islandija           | Angleščina                     |
| Lena Meyer-Landrut              | »Satellite«                | 2010 | 246      | Turčija             | Angleščina                     |
| Ell & Nikki                     | »Running Scared«           | 2011 | 221      | Italija             | Angleščina                     |
| Loreen                          | »Euphoria«                 | 2012 | 372      | Rusija              | Angleščina                     |
| Emmelie de Forest               | »Only Teardrops«           | 2013 | 281      | Azerbajdžan         | Angleščina                     |
| Conchita Wurst                  | »Rise Like A Phoenix«      | 2014 | 290      | Nizozemska          | Angleščina                     |
| Måns Zelmerlöw                  | »Heroes«                   | 2015 | 365      | Rusija              | Angleščina                     |
| Jamala                          | »1944«                     | 2016 | 534      | Avstralija          | Angleščina, Krimsko tatarščina |
| Salvador Sobral                 | »Amar Pelos Dois«          | 2017 | 758      | Bolgarija           | Portugalščina                  |
| Netta Barzilai                  | »Toy«                      | 2018 | 529      | Ciper               | Angleščina                     |
| Duncan Laurence                 | »Arcade«                   | 2019 | 498      | Italija             | Angleščina                     |
| Måneskin                        | »Zitti e buoni«            | 2021 | 524      | Francija            | Italijanščina                  |
| Kaluš                           | »Stefanija«                | 2022 | 631      | Velika Britanija    | Ukrajinščina                   |
| Loreen                          | »Tattoo«                   | 2023 | 583      | Finska              | Angleščina                     |
| Nemo                            | »The Code«                 | 2024 | 591      | Hrvaška             | Angleščina                     |

## Glasovalni sistem
| Leto           | Točke                          | Sistem Glasovanja |  |
| -------------- | ------------------------------ | --- |  |
| 1956           | 2                              | Žirije iz dveh članov iz vsake države sta podelila dve točki njuni najljubši pesmi. Takrat je bilo edinkrat, ko si lahko glasoval za svojo državo. |  |
| 1957-61        | od 1 do 10                     | Žirije desetih članov so podeljevale 10 točk njihovim najljubšim pesmim. |  |
| 1962           | od 1 do 3                      | Žirije iz desetih članov so podelili 1 točko njihovim trem najljubšim pesmim. |  |
| 1963           | od 1 do 5                      | Žirije dvajsetih članov so podelil točke njihovim 5 najljubšim pesmim. |  |
| 1964-66        | 5, 3 in 1/ 6, 3/ 9             | Žirije iz desetih članov so podelil 9 točk v treh različnih načinih. Če so vsi njihovi glasovi šli k eni pesmi, je dobila pesem vseh 9 točk , če so glasovi šli k dvema pesmima , je ena dobila 6 točk, druga 3 točke. Če pa so glasovi šli k trem ali več pesmim, so najljubše tri dobile 5, 3 in 1 točko. Čeprav nobena pesem ni dobila največ (9) točk, je Belgija uporabila sistem za 6 točk in 3 točke leta 1965. |  |
| 1967-69        | 10-1                           | Žirije desetih članov so podelile 10 točk njihovim najljubšim pesmim. |  |
| 1970           | 10-1                           | Žirije setih članov so podeljevale 10 točk njihovim najljubšim pesmim. Lahko si uporabljal tudi krog za reševanje izenačenj. |  |
| 1971-73        | 10-2                           | Žirije dveh članov so ocenjevali pesmi med 1 in 5 točkami. En žirant je mogel biti star več kot 25 let, drugi žirant pa pod 25, z vsaj desetletno razliko. |  |
| 1974           | 10-1                           | Žirije desetih članov so podeljevale 10 točk njihovim najljubšim pesmim. |  |
| 1975-96        | 12, 10 in 8-1 točk             | Vsaka država je imela vsaj enajstčlansko žirijo, ki je podelila 12, 10 in 8-1 točk njihovim najljubšim 10 pesmim. |  |
| 1997           | 12, 10 in 8-1 točk             | Dvajset držav je imelo žirije, pet pa jih je glasovalo preko telefonov, da so določile zmagovalko (ca). |  |
| 1998-2000      | 12, 10 in 8-1 točk             | Vsaka država je za glasovanje uporabila telefone, da bi določili, katera pesem si zasluži točke. V izjemnih primerih (npr. malfunkcija telefonskega sistema) so uporabili žirijo. |  |
| 2001-02        | 12, 10 in 8-1 točk             | V nekaterih državah je bil uporabljen sistem popolnega glasovanja s telefoni, v drugih pa 50/50 žirij in telefonov. Tudi tokrat se je zgodilo, da če ni bilo možnosti glasovanja s telefoni, je glasovala žirija. |  |
| 2003           | 12, 10 in 8-1 točk             | Vse države morajo uporabljati glasovanje s telefoni/SMS-i, da odločijo, kdo bo zmagal. Tudi v tem tekmovanju so v izjemah uporabili žirijo. |  |
| 2004-08        | 12, 10 in 8-1 točk             | Vse države so uporabljale telefonsko glasovanje. Kakorkoli, vse države so imele dovolj močne telefone, zato ni bilo žirij. |  |
| 2009-12        | 12, 10 in 8-1 točk             | Vse države so uporabljale glasovanje s telefoni (50%) in glasovanje s petčlanskimi žirijami (50%). To se je imenovalo žirijsko-teleglasovanje 50/50 . Ta dva dela glasovanja sta bila kombinirana s tem, da je najboljših 10 pesmi dobilo 12, 10 in 8-1 točk (e) v vsaki disciplini, preden so končno združili glasove. Če sta bili kakšni pesmi izenačeni, je zmagala pesem z višjimi točkami teleglasovanja. Čeprav so vse države uporabile sistem 50/50, je San Marino zaradi majhne velikosti uporabil 100% žirije. |  |
| 2013-15        | 12, 10 in 8-1 točk             | Isto kot sistem v prejšnjih štirih letih, razen tega da so glasovi združeni drugače. Žiranti in teleglasovalci so vsi morali oceniti vse tekmujoče nastope, ne samo najboljših 10. Kasneje so glasovi združeni in v primeru izenačenja, zmaga država z višjimi točkami teleglasovanja. |  |
| 2016-2022      | (12, 10, 8-1) dvakrat          | Žirije in teleglasovalci podelijo neodvisen komplet točk. Najprej glasujejo žirije preden so izračunani in nato naglašeni tudi teleglasovi, kar je podvojilo število točk, ki jih lahko prejmeš. V prvih dveh letih je bilo največ točk možno dosežiti 984, letos, ko pa je sodelovalo 43 držav, pa celo 1008. Z najvišjim številom držav, ki lahko tekmujejo (46) pa je najvišje možno število točk 1080 točk, čeprav nobena država še ni dobila najvišjih točk. V letu 2016, ko je zmagala Ukrajina, ni zmagala niti v glasovih žirije (kjer je zmagala Avstralija s 320 točkami), niti v teleglasovih (kjer je zmagala Rusija s 361 točkami), a je imela najvišji kombiniran zmnožek. Leta 2017 je zmagala Portugalska, ki je osvojila teleglasovalce(376 točk) in žirije(382 točk), s katerimi je tudi postavila rekord za najvišje število točk. Letos pa Izrael ni osvojil žirij tako kot teleglasovalcev, kjer je bil s 317 točkami prvi, pri žirijah pa 3. z 212 točkami, a je kljub temu zmagal. Drugi primeri, kjer se žirije in teleglasovalci niso strinjali glede zmagovalca je bilo leta 2011 (Azerbajdžan je bil 2. z žirijami; 1. je bila Italija, a prvi s teleglasovalci), ter 2015, kjer je Švedska bila prva pri žirijah s 365 točkami, a le tretji s teleglasovaci , kjer je zmagala Italija. |  |
| 2023-sedanjost | (12, 10, 8–1,) (polfinale)     | V polfinalu glasujejo samo gledalci preko telefonskega glasovanja. V finalu pa žirija in teleglasovalci podelita vsak neodvisen sklop točk. Sodelujejo lahko tudi gledalci iz ne sodelujočih državi, ki glasujejo preko spleta. |  |
| 2023-sedanjost | (12, 10, 8–1) dvakrat (finale) | V polfinalu glasujejo samo gledalci preko telefonskega glasovanja. V finalu pa žirija in teleglasovalci podelita vsak neodvisen sklop točk. Sodelujejo lahko tudi gledalci iz ne sodelujočih državi, ki glasujejo preko spleta. |  |

## Najvišje točke
Zmaga na Evroviziji je težka, saj moraš osvojiti srce cele celine. Od začetka Evrovizije je tekmovanje kronala šestinšestdeset zmagovalcev. Leta 1971 je Severine postala prva zmagovalka, ki je presegla 100 točk. Leta 1994 sta za Irsko zmagala Paul Harrington in Charlie McGettigan. Onadva sta bila prva zmagovalca z več kot 200 točkami. Leta 2006 so Finci Lordi postavili rekord z 292 točkami, na tekmovanju so tudi zmagali. Ta rekord je obstal tri leta, dokler ga leta  2009 ni podrl Alexander Rybak s 387 točkami in šestnajstimi najvišjimi točkami. Pod trenutnim sistemom je bilo to vedno najvišje število točk. Postal je prvi umetnik z več kot 300 točkami.
Leta 2012, ko je zmagala Loreen, je Švedska bila druga država z več kot 300 točkami. Loreen je podrla rekord največ najvišjih točk (za 2), a ni podrla Alexandrovega števila točk. Leta 2015 je spet zmagala Švedska. Tudi tokrat so imeli več kot 300 točk, ampak manj kot Alexander in Loreen. Švedska je od takrat naprej edina država, ki je dvakrat zmagala in presegla 300 točk. Tega leta sicer Måns Zelmerlöw ni bil edini z več kot 300 točkami, saj je celo drugouvrščena Polina Gagarina presegla 300 točk. Takrat je Rusija postala edina država, ki je brez zmage presegla 300 točk, a le pod tistim glasovalnim sistemom. Naslednje leto, ko je bil uveden nov glasovalni sistem, je Bolgarija postala prva drežava, ki se s presegom 300 točk ni uvrstila v najvišje tri. Rus Sergej Lazarev je postal prvi umetnik, ki je presegel 400 točk, a kljub temu zmagal. Avstraljka Dami Im je postala prva umetnica, ki je presegla 500 točk, a ni zmagala. Ukrajina je torej zmagala in postavila nov rekord po sedmih letih, saj je s 534 točkami presegla 530 točk. 
Naslednje leto je Bolgarijo predstavljal Kristian Kostov, ki je že spet podrl rekord, saj je presegel 600 točk, a kljub temu ni zmagal. Zmagovalec iz Portugalske Salvador Sobral je tudi Kristianov rekord presegel s 758 točkami, in tako postal prvi in do zdaj, edini umetnik, ki je presegel 750 točk. Nobeden še ni podrl rekorda.
Najboljših 10 udeležencev glede na število glasov
| Leto | Država      | Umetnik         | Pesem              | Skupne točke | Točke žirij | Točke teleglasovalcev | Procenti točk |
| ---- | ----------- | --------------- | ------------------ | ------------ | ----------- | --------------------- | ------------- |
| 2017 | Portugalska | Salvador Sobral | »Amar pelos dois«  | 758          | 382         | 376                   | 15.56%        |
| 2022 | Ukrajina    | Kaluš           | »Stefanija«        | 631          | 192         | 439                   | 13.60%        |
| 2017 | Bolgarija   | Kristian Kostov | »Beautiful Mess«   | 615          | 278         | 337                   | 12.62%        |
| 2024 | Švica       | Nemo            | »The Code«         | 591          | 365         | 226                   | 13.59%        |
| 2023 | Švedska     | Loreen          | »Tattoo«           | 583          | 340         | 243                   | 13.40%        |
| 2024 | Hrvaška     | Baby Lasagna    | »Rim Tim Tagi Dim« | 547          | 210         | 337                   | 12.57&        |
| 2016 | Ukrajina    | Jamala          | »1944«             | 534          | 211         | 323                   | 10.96%        |
| 2018 | Izrael      | Netta Barzilai  | »Toy«              | 529          | 212         | 317                   | 10.85%        |
| 2023 | Finska      | Käärijä         | »Cha Cha Cha«      | 526          | 150         | 376                   | 12.09%        |
| 2021 | Italija     | Måneskin        | »Zitti e buoni«    | 524          | 206         | 318                   | 11.58%        |

### Najboljših 10 udeležencev glede na točke od žirije
| Leto | Država           | Umetnik           | Pesem              | Točke žirij | Skupne točke | Procenti točk do žirije |
| ---- | ---------------- | ----------------- | ------------------ | ----------- | ------------ | ----------------------- |
| 2017 | Portugalska      | Salvador Sobral   | »Amar pelos dois«  | 382         | 758          | 50.40%                  |
| 2024 | Švica            | Nemo              | »The Code«         | 365         | 591          | 61.76%                  |
| 2023 | Švedska          | Loreen            | »Tattoo«           | 340         | 583          | 58.32%                  |
| 2016 | Avstralija       | Dami Im           | »Sound of Silence« | 320         | 511          | 62.62%                  |
| 2022 | Velika Britanija | Sam Ryder         | »Space Man«        | 283         | 466          | 60.73%                  |
| 2017 | Bolgarija        | Kristian Kostov   | »Beautiful Mess«   | 278         | 615          | 45.20%                  |
| 2018 | Avstrija         | Cesár Sampson»    | »Nobody But You«   | 271         | 342          | 79.24%                  |
| 2021 | Švica            | Gjon's Tears      | »Tout l'Univers«   | 267         | 432          | 61.80%                  |
| 2022 | Švedska          | Cornelia Jakobs   | »Hold Me Closer«   | 258         | 438          | 58.90%                  |
| 2018 | Švedska          | Benjamin Ingrosso | »Dance You Off«    | 253         | 274          | 92.34%                  |

### Najboljših 10 udeležencev glede na točke telefonskega glasovanja
| Leto | Država      | Umetnik         | Pesem                | Točke telefonskega glasovanja | Skupne točke | Procenti točk od telefosnkega glasovanja |
| ---- | ----------- | --------------- | -------------------- | ----------------------------- | ------------ | ---------------------------------------- |
| 2022 | Ukrajina    | Kaluš           | »Stefanija«          | 439                           | 631          | 69.57%                                   |
| 2023 | Finska      | Käärijä         | »Cha Cha Cha«        | 376                           | 526          | 71.48%                                   |
| 2017 | Portugalska | Salvador Sobral | »Amar pelos dois«    | 376                           | 758          | 49.60%                                   |
| 2016 | Rusija      | Sergej Lazarjev | You Are The Only One | 361                           | 511          | 73.52%                                   |
| 2024 | Hrvaška     | Baby Lasagna    | »Rim Tim Tagi Dim«   | 337                           | 547          | 61.61%                                   |
| 2017 | Bolgarija   | Kristian Kostov | »Beautiful Mess«     | 337                           | 615          | 54.80%                                   |
| 2016 | Ukrajina    | Jamala          | »1944«               | 323                           | 534          | 60.49%                                   |
| 2021 | Italija     | Måneskin        | »Zitti e buoni«      | 318                           | 524          | 60.69%                                   |
| 2018 | Izrael      | Netta Barzilai  | »Toy«                | 317                           | 529          | 59.92%                                   |

## Pravila za izenačenje
V primeru, da se zgodi, da dve ali več držav dobita isto število točk, se morajo uporabiti pravila za izenačenje.
Prvo pravilo pregleda število držav, ki je glasovalo za izenačeni (e) pesmi. Tista pesem, za katero je glasovalo več držav, dobi prednost. Včasih pa je lahko razlika tako medla, da vpliva tudi na kvalifikacijo v finale, kot se je zgodilo leta 2012, ko sta s 45 točkami za zadnje (10.) mesto za v finale bili izenačeni z Bolgarija in Norveška. Za Norveško je glasovalo 11 držav, za Bolgarijo pa 10, torej je Bolgarija ostala v polfinalu. 
Kdaj se zgodi, da je za izenačeni (e) pesmi glasovalo isto število držav. V takem primeru je uporabljeno 2. pravilo za izenačenje. To pravilo upošteva, kdo je dobil več dvanajstih točk. Če sta/so pesmi še  izenačeni (e), pa se pregleda deset točk in tako naprej, dokler nekdo ne dobi prednosti. 
V zelo neobičajnem primeru, da še vedno ni prednosti, dobi prednost tista država, ki je nastopala prej.
Seveda, če je izenačena država, ki gosti (je zmagala prejšnje leto), potem prednost dobi tisti, ki je nastopal kasneje.
To se je zgodilo, ko sta leta 2015 Nemčija in Avstrija obe dobili 0 točk in sta se tako izenačili za 26. mesto. Čeprav je prej nastopala Avstrija, je bila Avstrija 27. (zadnja), saj je tekmovanje tudi gostila.
Leta 1969 so se izenačile štiri države: Združena Kraljestva, Nizozemska, Španija in Francija z 18 točkami, ampak ker takrat ni bilo pravil izenačenja, so vse države zmagale. V protestu se naslednje leto štiri države niso udeležile. Kljub dejstvu, da je Avstrija načrtovala vrnitev k tekmovanju, se je tudi Avstrija odločila za protest, kar je zelo znižalo število udeleženk.

## Nič točk

### 1956-1975
| Leto | Država      | Umetnik                | Pesem                                     |
| ---- | ----------- | ---------------------- | ----------------------------------------- |
| 1962 | Belgija     | Fud Leclerc            | Ton nom                                   |
| 1962 | Španija     | Victor Balaguer        | Llámame                                   |
| 1962 | Avstrija    | Eleonore Schwarz       | Nur in der Wiener Luft                    |
| 1962 | Nizozemska  | De Spelbrekers         | Katinka                                   |
| 1963 | Nizozemska  | Annie Palmen           | Een speeldoos                             |
| 1963 | Norveška    | Anita Thallaug         | Solhverv                                  |
| 1963 | Finska      | Laila Halme            | Muistojeni laulu                          |
| 1963 | Švedska     | Monica Zetterlund      | En gång i Stockholm                       |
| 1964 | Nemčija     | Nora Nova              | Man gewöhnt sich so schnell an das Schöne |
| 1964 | Portugalska | António Calvário       | Oração                                    |
| 1964 | Jugoslavija | Sabahudin Kurt         | Život je sklopio krug                     |
| 1964 | Švica       | Anita Traversi         | I miei pensieri                           |
| 1965 | Španija     | Conchita Bautista      | IQué bueno, qué bueno!                    |
| 1965 | Nemčija     | Ulla Wiesner           | Paradies, wo bist du?                     |
| 1965 | Belgija     | Lize Marke             | Als het weer lente is                     |
| 1965 | Finska      | Viktor Klimenko        | Aurinko laskee länteen                    |
| 1966 | Monako      | Tereza Kesovija        | Bien plus fort                            |
| 1966 | Italija     | Domenico Modugno       | Dio, come ti amo                          |
| 1967 | Švica       | Géraldine              | Quel cœur vas-tu briser?                  |
| 1970 | Luksemburg  | David Alexandre Winter | Je suis tombé du ciel                     |

### 1976-2015
| Leto | Država              | Umetnik                           | Pesem                   | Opombe       |
| ---- | ------------------- | --------------------------------- | ----------------------- | ------------ |
| 1978 | Norveška            | Jahn Teigen                       | Mil etter mil           |              |
| 1981 | Norveška            | Finn Kalvik                       | Aldri i livet           |              |
| 1982 | Finska              | Kojo                              | Nuku pommiin            |              |
| 1983 | Španija             | Remedios Amaya                    | ¿Quién maneja mi barca? |              |
| 1983 | Turčija             | Çetin Alp in The Short Waves      | Opera                   |              |
| 1987 | Turčija             | Seyyal Taner in Grup Locomotif    | Şarkım Sevgi Üstüne     |              |
| 1988 | Avstrija            | Wilfried                          | Lisa Mona Lisa          |              |
| 1989 | Islandija           | Daníel Ágúst                      | Það sem enginn sér      |              |
| 1991 | Avstrija            | Thomas Forstner                   | Venedig im Regen        |              |
| 1994 | Litva               | Ovidijus Vyšniauskas              | Lopšinė mylimai         |              |
| 1997 | Norveška            | Tor Endresen                      | San Francisco           |              |
| 1997 | Portugalska         | Célia Lawson                      | Antes do adeus          |              |
| 1998 | Švica               | Gunvor                            | Lass ihn                |              |
| 2003 | Združeno kraljestvo | Jemini                            | Cry Baby                |              |
| 2004 | Švica               | Piero Esteriore in The MusicStars | Celebrate               | V polfinalu  |
| 2009 | Češka               | Gypsy.cz                          | Aven Romale             | V polfinalu  |
| 2015 | Avstrija            | The Makemakes                     | I Am Yours              | Gostiteljica |
| 2015 | Nemčija             | Ann Sophie                        | Black Smoke             |              |

### 2016-danes
| Leto | Država              | Umetnik            | Pesem                | Skupne točke | Točke žirij | Točke teleglasovalcev | Končno mesto | Opombe       |
| ---- | ------------------- | ------------------ | -------------------- | ------------ | ----------- | --------------------- | ------------ | ------------ |
| 2016 | Češka               | Gabriela Gunčíková | I Stand              | 41           | 41          | 0                     | 25.          |              |
| 2017 | Španija             | Manel Navarro      | Do It for Your Lover | 5            | 0           | 5                     | 26.          |              |
| 2017 | Avstrija            | Nathan Trent       | Running on Air       | 93           | 93          | 0                     | 16.          |              |
| 2019 | Izrael              | Kobi Marimi        | Home                 | 35           | 0           | 35                    | 23.          | Gostiteljica |
| 2019 | Nemčija             | S!sters            | Sister               | 24           | 24          | 0                     | 25.          |              |
| 2021 | Nizozemska          | Jeangu Macrooy     | Birth of a New Age   | 11           | 11          | 0                     | 23.          |              |
| 2021 | Združeno kraljestvo | James Newman       | Embers               | 0            | 0           | 0                     | 26.          |              |
| 2021 | Španija             | Blas Cantó         | Voy a quedarme       | 6            | 6           | 0                     | 24.          |              |
| 2021 | Nemčija             | Jendrik            | I Don't Feel Hate    | 3            | 3           | 0                     | 25.          |              |
| 2022 | Švica               | Marius Bear        | Boys Do Cry          | 78           | 78          | 0                     | 17.          |              |
| 2024 | Združeno kraljestvo | Olly Alexander     | Dizzy                | 46           | 46          | 0                     | 18.          |              |

## Prijateljsko glasovanje
Prijateljsko glasovanje vključuje glasovanje med sosedi ali med državami s podobno geografično lego. Kakorkoli, ni znano, ali to povzroča podobna kultura, podobni glasbeni okusi v istih geografskih legah, ali pristranskost držav. Kakorkoli, kljub zaveznikom, kdaj na dnu pristanejo tudi države z največ zavezniki, saj je njihova pesem preprosto slaba, kot se je zgodilo letos 2018 z Rusijo in Azerbajdžanom, saj kljub temu imata veliko zaveznikov. 
Spodaj je pregled vseh držav, ki glasujejo prijateljsko: 
- Ciper in Grčija
- Turčija in Azerbajdžan
- Baltske države: Estonija, Latvija in Litva
- Nordijske države: Švedska, Danska, Norveška, Islandija, Finska
- Balkanske in jugoslovanske države: Slovenija, Srbija, Črna Gora, Albanija, NJR Makedonije, Bosna in Hercegovina in Hrvaška

- Grčija, Albanija, Bolgarija, Romunija, Italija
- Italija, San Marino in Malta
- Malta, Irska, Združena Kraljestva in Avstralija
- Rusija, Belorusija, Ukrajina, Moldavija, Gruzija, Armenija in Azerbajdžan
- Irska in Latvija
- Turčija in Bosna in Hercegovina
- Francija, Belgija, Združena Kraljestva, Monako in Nemčija
- Nemčija, Avstrija in Švica
- Češka in Slovaška
- Malta in Azerbajdžan
- Madžarska in Srbija
- Romunija in Moldavija
- Nizozemska in Belgija